# Hermann Schubert (Bildhauer)

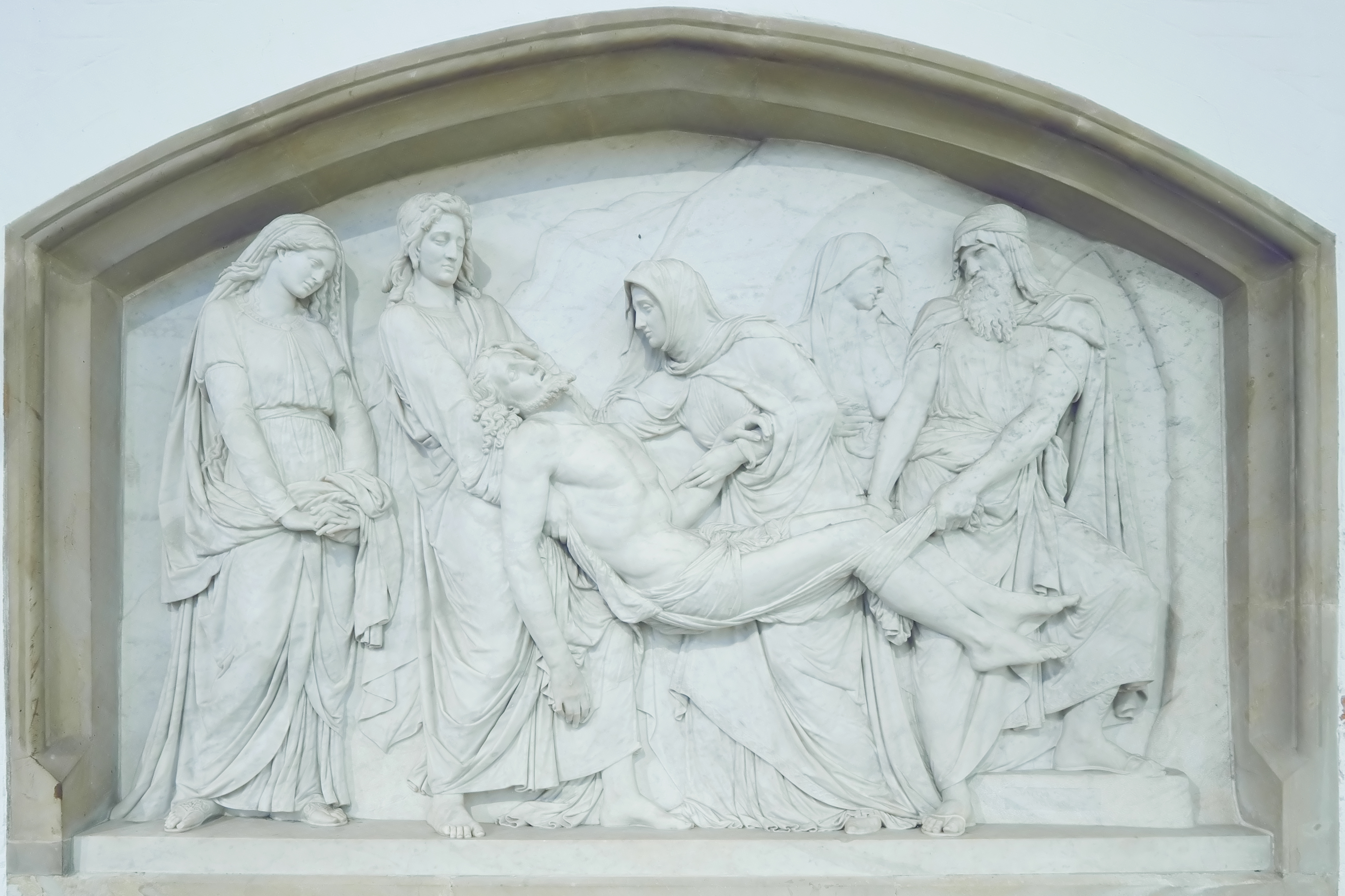
Grablegung Christi. 1869. Marmorrelief im Chor der Hauptkirche Sankt Petri (Hamburg)

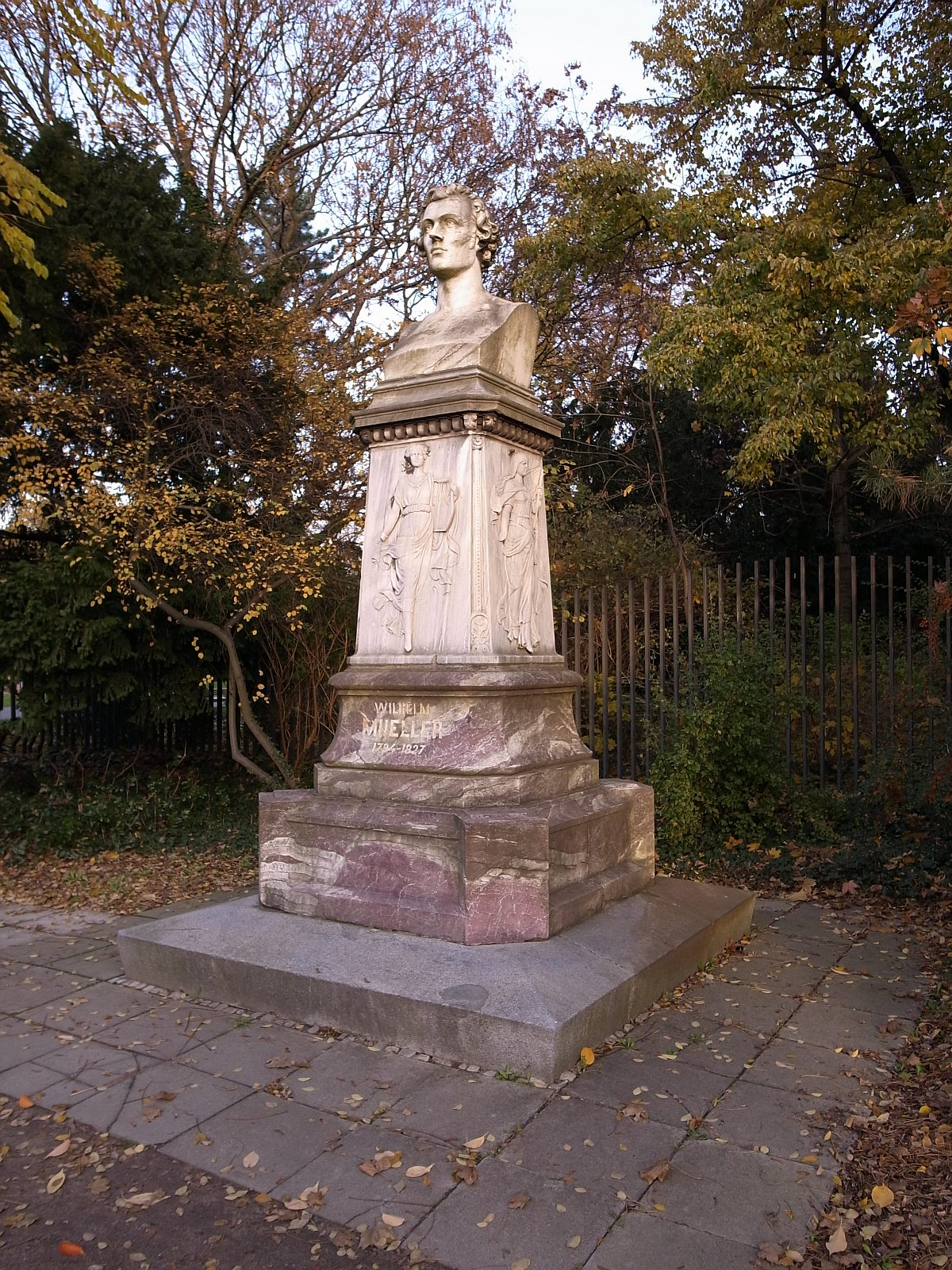
Denkmal für Wilhelm-Müller in Dessau

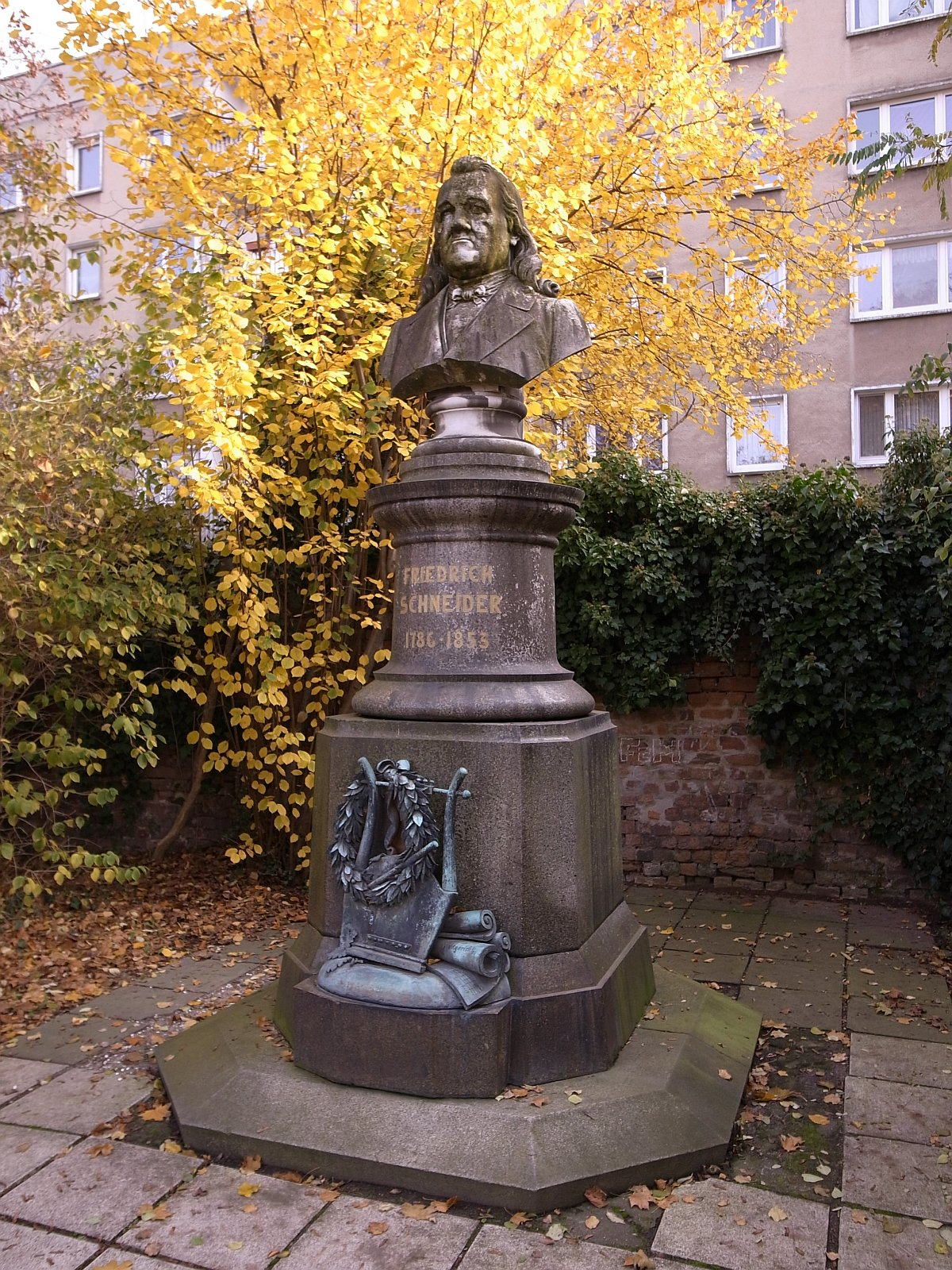
Denkmal für Friedrich Schneider in Dessau

Friedrich Franz Carl Hermann Schubert (* 12. Juni 1831 in Dessau; † 23. Januar 1917 in Dresden) war ein deutscher Bildhauer.
Er war ein Sohn des Bildhauers und Vergolders Benjamin Schubert aus Dessau. Wie dessen Bruder, den Historienmaler Franz August Schubert (1806–1893), zog es auch ihn nach Rom, wo er sich von 1857 bis 1873 aufhielt. Er soll dort zum Kreis der von dem abgedankten König Ludwig I. († 1868) geförderten Künstler gehört haben. Danach lebte er bis zu seinem Tod in Dresden, war an der dortigen königlichen Kunstakademie Professor und zudem Hofbildhauer in Anhalt.
Verheiratet war Hermann Schubert seit 1873 mit Emma Triebel, die ihm am 23. Februar 1878 den Sohn Otto Schubert gebar.

## Werke (Auswahl)
- Dessau
  - Jubiläumsbrunnen (1867) zum Andenken an die Thronbesteigung des Fürsten Leopold IV. Friedrich (Anhalt-Dessau) 1817 und die Wiedervereinigung der anhaltischen Länder unter seiner Herrschaft, mit den überlebensgroßen Figuren von vier dessauischen Fürsten, vier weiblichen Figuren der anhaltischen Fürstentümer und vier Reliefs historischen Inhalts; Zinkguss; 1938 abgerissen
  - Wilhelm-Müller-Denkmal im Stadtpark: Porträtbüste in doppelter Lebensgröße; auf dem Mittelteil allegorische Figuren-Reliefs von Poesie, Wissenschaft, Hellas und Deutschland (1891)
  - Friedrich-Schneider-Denkmal im Stadtpark Dessau; Porträtbüste aus Stein, am Sockel Leier, Kranz und Notenrollen aus Metall (1893)
  - Askania-Gruppe auf dem Behördenhaus; im Zweiten Weltkrieg zerstört.
- Hamburg
  - Relief der Grablegung Christi, in der Petrikirche (vollendet 1869)
- Innsbruck
  - Bildnisbüste des Alois Flir, im Ferdinandeum (vollendet 1858)
- Rom
  - Relief der Grablegung Christi, in der Kirche Sant’Alfonso allE’squilino (vollendet 1857)
- Zerbst
  - Relief der Grablegung Christi, in der Nikolaikirche